# 착신아리
《착신아리》(着信アリ)는 아키모토 야스시의 공포 소설이자 이를 원작으로 한 영화, 만화, 텔레비전 드라마이다.
현대 사회의 필수품이 된 휴대 전화를 소재로, 죽음을 예고하는 전화를 받은 사람이 그 예고대로 죽는 이야기이다. 주인공은 모두 여성이며, 일본, 대만, 한국 등이 무대이다.
2008년 미국에서 《One Missed Call》(착신아리: 원 미스 콜)로 리메이크됐다.

## 착신아리 1

### 출연진
- 시바사키 코우
- 쓰쓰미 신이치
- 후키이시 가즈에
- 마쓰시게 유타카

## 착신아리 2

### 출연진
- 미무라
- 요시자와 히사시
- 세토 아사카
- 치순

## 착신아리 파이널

### 출연진
- 호리키타 마키
- 구로키 메이사
- 장근석
- 타카하시 아유미